# زمردی سینه‌سفید
زمردی سینه‌سفید (نام علمی: Amazilia brevirostris) نام یک گونه از سرده آمازیلیا است. این گونه در شرق ونزوئلا، گویان، ترینیداد و فرا شمال برزیل در منطقه رورایما حضور دارد. این گونه برخی اوقات با زمردی سه‌رنگه اشتباه گرفته می‌شود. زمردی سینه‌سفید حدود ۹ سانتی‌متر طول و ۴٫۷ گرم وزن دارد.